# Twee Kruisenveld
Het Twee Kruisenveld is een monument aan de Hooilingenstraat te Hoeselt.
Hier werden in de 16e eeuw twee arduinen wegkruisen opgericht. Het kruis uit 1567, een zoenkruis voor de moord op Ghijs Pauwels, is nog aanwezig. Het andere kruis, uit 1592, werd eind jaren 80 van de 20e eeuw gestolen.